# Cixilona de Barcelona
Cixilona de Barcelona (?- 22 de febrer de 945), també coneguda per Xixilona o Quíxol. Filla de Guifré el Pilós i Guinidilda d'Empúries, esdevingué abadessa del monestir de Santa Maria del Camí (la Garriga), fundat per la seva germana Emma de Barcelona.
A l'ermita de Santa Maria del Camí de la Garriga hi ha una placa de marbre amb una estilització vegetal d'època visigòtica on es llegeix el següent epitafi (traduït del llatí): "Ací reposa Quíxol, de bona memòria, consagrada a Déu i filla de Guifré, comte. Que Déu la perdoni. Amén. La qual va morir 8 de les calendes de Març, de l'era 983; any de l'encarnació del senyor 945; anys 8, regnant Lluís, fill de Carles, rei."